# Bytovia Bytów
Bytovia Bytów (celým názvem Stowarzyszenie Kultury Fizycznej Miejski Klub Sportowy Bytovia Bytów) je polský fotbalový klub z města Bytów založený roku 1946. Letopočet založení je i v klubovém emblému. Domácím hřištěm je stadion MOSiR w Bytowie s kapacitou 1 020 míst. Klubové barvy jsou černá, červená a bílá. Od sezony 2014/15 hraje v polské druhé lize, která se jmenuje I liga.

## Názvy klubu
- 1946 - KS Bytovia Bytów
- 1949 - KS Bytovia/Budowlani Bytów
- 1955 - ZS Gwardia Bytów
- 1956 - KS Sparta/Bytovia Bytów
- 1958 - LKS Bytovia Bytów
- 1962 - MKS Bytovia/Start Bytów
- 1975 - LZS Bytovia Bytów
- 1978 - MLKS Baszta Bytów
- 1992 - MKS Bytovia Bytów
- 2003 - MKS Drutex Bytovia Bytów

## Úspěchy
- postup do I ligy - (v květnu 2014)[1]